# Paraselenis
Paraselenis là một chi bọ cánh cứng trong họ Chrysomelidae.
Chi này được miêu tả khoa học năm 1913 bởi Spaeth.

## Các loài
Các loài trong chi này gồm:
- Paraselenis axillaris (Sahlberg, 1823)
- Paraselenis flava (Linnaeus, 1758)
- Paraselenis flavopunctata Borowiec, 2003
- Paraselenis marginipennis (Spaeth, 1907)
- Paraselenis nigropunctata Borowiec, 2003
- Paraselenis saltaensis Borowiec, 2002